# Ferovanad
Ferovanad, (FeV), je slitina železa a vanadu, obsah vanadu je v rozsahu 35–85 %. Ferovanad se používá jako přísada do oceli, která zvyšuje tvrdost, pevnost a antikorozní odolnost. Zvyšuje odolnost oceli vůči alkáliím i kyselině chlorovodíkové a sírové. Vanadiová ocel se používá v chemickém průmyslu i pro výrobu nářadí jako jsou klíče, šroubováky, apod.

## Složení
Obsah vanadu ve ferovanadu je mezi 35 a 85 %. Nejběžnější složení je FeV80, obsahuje 80 % vanadu. Kromě vanadu a železa obsahuje i malá množství křemíku, hliníku, uhlíku, síry, fosforu, arsenu, mědi a manganu. Tyto nečistoty mohou tvořit až 11 % hmotnosti slitiny. Koncentrace nečistot určuje čistotu ferovanadu.
| FeV75C0.1  | 70–85 | 0,8 | 2,0 | 0,1  | 0,05 | 0,05 | 0,05 | 0,1 | 0,4 |
| FeV75C0.15 | 70–85 | 1,0 | 2,5 | 0,15 | 0,1  | 0,1  | 0,05 | 0,1 | 0,6 |
| FeV50C0.4  | 48–60 | 1,8 | 0,2 | 0,4  | 0?02 | 0,07 | 0,01 | 0,2 | 2,7 |
| FeV50C0.5  | 48–60 | 2,0 | 0,3 | 0,5  | 0,02 | 0,07 | 0,01 | 0,2 | 4,0 |
| FeV50C0.6  | 48–60 | 2,0 | 0,3 | 0,6  | 0,03 | 0,07 | 0,02 | 0,2 | 5,0 |
| FeV50C0.3  | > 50  | 2,0 | 2,5 | 0,3  | 0,1  | 0,1  | 0,05 | 0,2 | 0,2 |
| FeV50C0.75 | > 50  | 2,0 | 2,5 | 0,75 | 0,1  | 0,1  | 0,05 | 0,2 | 0,2 |
| FeV40C0.5  | 35–48 | 2,0 | 0,5 | 0,5  | 0,05 | 0,08 | 0,03 | 0,2 | 2,0 |
| FeV40C0.75 | 35–48 | 2,0 | 0,5 | 0,75 | 0,05 | 0,08 | 0,03 | 0,4 | 4,0 |
| FeV40C1    | 35–48 | 2,0 | 0,5 | 1,0  | 0,05 | 0,1  | 0,03 | 0,4 | 6,0 |

## Výroba
Asi 85 % vytěženého vanadu se používá při výrobě oceli. Existují dvě běžné metody výroby, aluminotermie (vyšší obsah vanadu) a redukce křemíkem (nižší obsah vanadu).

### Redukce křemíkem
Oxid vanadičný je redukován ferosiliciem v přítomnosti oxidu vápenatého jako struskotvorné látky. Vznikající kovový vanad se dále slévá s železem z ferosilicia za vzniku ferovanadu. Celý proces probíhá v obloukové peci při teplotě 1850 °C.
2 V2O5 + 5 (Fey/5Si) + 10 CaO → 4 Fey/4V + 5 Ca2SiO4

### Redukce hliníkem
Redukce probíhá také v obloukové peci, oxid vanadičný se smíchá s železem, hliníkem a vápnem. Hliník redukuje oxid na kovový vanad, který se slévá s železem. Ferovanad z aluminotermické výroby má koncentraci vanadu mezi 70 a 85~%.
3 V2O5 + 10 Al → 6 V + 5 Al2O3
Vx + Fe1−x → Fe1−xVx

## Bezpečnost
Práškový ferovanad je mírně dráždivý a dráždí oči při kontaktu s kůží kontaminovanou ferovanadem a také dýchací cesty při vdechnutí. U lidí nebyly pozorovány žádné chronické účinky.